# Суботинац
Суботинац је насеље у Србији у општини Алексинац у Нишавском округу. Према попису из 2022. било је 726 становника (према попису из 1991. било је 1311 становника).
Село Суботинац налази се подно планина Озрена и Девице. У Суботинцу се налази и фабрика воде у којој се пречишћава вода из оближњег акумулационог језера удаљеног три километра. Из те фабрике водом се снабдевaју Алексинац, Параћин, Ражањ итд. Подно села протиче река Моравица.

## Историја
Суботинац је много страдао, много жртава имао током ослободилачких ратова. На Малу Госпојину септембра 1937. године освећен је нови православни храм посвећен Св. Илији. Богомоља се налазила испод саме Обле главе, грађена од камена са иконостасом од бетона. Велике заслуге имао је парох, поп Никола Ристић, који се сав заузео да се градња заврши у најбољем реду. Набављачка задруга из места је приложила 100.000 динара за градњу. Увече, 27. јуна 1939. село је било погођено провалом облака и поплавом у којој је страдало 11 лица, укључујући целу породицу Драгомира Радића. Однесен је и звоник цркве и преполовљен гвоздени мост испод села.
Сеоски атари и данас су испресецани уљаним шкриљцима које су пре Другог светског рата, захваљујући концесијама, експлоатисали Французи. Пар километара од села је Алексиначки рудник који је 1990. године затворен. Село је на 7 километара од Алексинца и десет од Соко Бање, али да није новог датума сведоче остаци, претпоставља се, средњовековних грађевина, названи „јеринина кула“.
У овом селу је погинуо народни херој Момчило Поповић Озрен из Бусиловца.
У селу данас постоје две цркве, "Свети Илија" (1937) и недавно обновљена "Света Марија", стара црква брвнара, која је у великој поплави 1939. године срушена.
Овде се налази ФК Моравица Суботинац.

## Демографија
У насељу Суботинац живи 901 пунолетни становник, а просечна старост становништва износи 46,5 година (46,9 код мушкараца и 46,2 код жена). У насељу има 326 домаћинстава, а просечан број чланова по домаћинству је 3,25.
Ово насеље је скоро у потпуности насељено Србима (према попису из 2002. године), а у последња три пописа, примећен је пад у броју становника.
|  |

| Демографија | Демографија | Демографија |
| Година      | Становника  | Становника  |
| ----------- | ----------- | ----------- |
| 1948.       | 1.691       |             |
| 1953.       | 1.826       |             |
| 1961.       | 1.939       |             |
| 1971.       | 1.643       |             |
| 1981.       | 1.481       |             |
| 1991.       | 1.311       | 1.285       |
| 2002.       | 1.061       | 1.088       |

| Етнички састав према попису из 2002.‍ | Етнички састав према попису из 2002.‍ | Етнички састав према попису из 2002.‍ | Етнички састав према попису из 2002.‍ | Етнички састав према попису из 2002.‍ |
| ------------------------------------ | ------------------------------------ | ------------------------------------ | ------------------------------------ | ------------------------------------ |
|                                      |                                      |                                      |                                      |                                      |
| Срби                                 | Срби                                 |                                      | 1.026                                | 96,70%                               |
| Роми                                 | Роми                                 |                                      | 25                                   | 2,35%                                |
| Албанци                              | Албанци                              |                                      | 5                                    | 0,47%                                |
| Хрвати                               | Хрвати                               |                                      | 2                                    | 0,18%                                |
| Македонци                            | Македонци                            |                                      | 2                                    | 0,18%                                |
| Бошњаци                              | Бошњаци                              |                                      | 1                                    | 0,09%                                |
| непознато                            | непознато                            |                                      | 0                                    | 0,0%                                 |

| Година пописа     | 1948. | 1953. | 1961. | 1971. | 1981. | 1991. | 2002. |
| ----------------- | ----- | ----- | ----- | ----- | ----- | ----- | ----- |
| Број домаћинстава | 328   | 402   | 448   | 401   | 391   | 353   | 326   |

| Број чланова      | 1  | 2  | 3  | 4  | 5  | 6  | 7  | 8 | 9 | 10 и више | Просек |
| ----------------- | -- | -- | -- | -- | -- | -- | -- | - | - | --------- | ------ |
| Број домаћинстава | 60 | 91 | 44 | 44 | 37 | 32 | 13 | 3 | 1 | 1         | 3,25   |

| Пол    | Укупно | Неожењен/Неудата | Ожењен/Удата | Удовац/Удовица | Разведен/Разведена | Непознато |
| ------ | ------ | ---------------- | ------------ | -------------- | ------------------ | --------- |
| Мушки  | 453    | 108              | 288          | 46             | 11                 | 0         |
| Женски | 481    | 78               | 293          | 98             | 12                 | 0         |
| УКУПНО | 934    | 186              | 581          | 144            | 23                 | 0         |

| Пол    | Укупно                    | Пољопривреда, лов и шумарство | Рибарство                            | Вађење руде и камена | Прерађивачка индустрија       |
| ------ | ------------------------- | ----------------------------- | ------------------------------------ | -------------------- | ----------------------------- |
| Мушки  | 202                       | 61                            | 0                                    | 9                    | 44                            |
| Женски | 85                        | 41                            | 0                                    | 0                    | 15                            |
| УКУПНО | 287                       | 102                           | 0                                    | 9                    | 59                            |
| Пол    | Производња и снабдевање   | Грађевинарство                | Трговина                             | Хотели и ресторани   | Саобраћај, складиштење и везе |
| Мушки  | 9                         | 13                            | 13                                   | 5                    | 18                            |
| Женски | 0                         | 1                             | 10                                   | 2                    | 1                             |
| УКУПНО | 9                         | 14                            | 23                                   | 7                    | 19                            |
| Пол    | Финансијско посредовање   | Некретнине                    | Државна управа и одбрана             | Образовање           | Здравствени и социјални рад   |
| Мушки  | 1                         | 1                             | 6                                    | 5                    | 0                             |
| Женски | 0                         | 0                             | 1                                    | 1                    | 9                             |
| УКУПНО | 1                         | 1                             | 7                                    | 6                    | 9                             |
| Пол    | Остале услужне активности | Приватна домаћинства          | Екстериторијалне организације и тела | Непознато            | Непознато                     |
| Мушки  | 4                         | 0                             | 0                                    | 13                   | 13                            |
| Женски | 1                         | 0                             | 0                                    | 3                    | 3                             |
| УКУПНО | 5                         | 0                             | 0                                    | 16                   | 16                            |